# Tupirinna rosae
Tupirinna rosae là một loài nhện trong họ Corinnidae.
Loài này thuộc chi Tupirinna. Tupirinna rosae được miêu tả năm 2000 bởi Bonaldo.